# Puls 4 Google Trends
Puls 4 Google Trends war eine Fernsehsendung des österreichischen Senders Puls 4. Präsentiert wurden Montag bis Freitag am Vorabend Suchbegriffe der Suchmaschine Google mit dem größten Tageswachstum in Österreich. Sie startete am 26. Mai 2008, Anfang 2011 wurde das Format von WIFF! Österreich abgelöst.

## Aufbau
Google Österreich stellte Puls 4 für die Sendung täglich, die am schnellsten wachsenden Suchbegriffe des Tages auf Basis der Ergebnisse von Google Trends zur Verfügung, anhand dessen die Top-Aufsteiger bei den Suchbegriffen in ein Ranking zusammengefasst wurden. Das Magazin zeigte zu den einzelnen Themengebieten Beiträge, gab Hintergrundinformationen zum jeweiligen Thema und lud Experten, die sich mit der jeweiligen Begriffsthematik beschäftigten, ins Studio ein. Die Inhalte der Sendung umfassten alle Themenbereiche, das sich durch das Suchverhalten der Internetbenutzer ergab.

## Reaktionen
„Das neue Sendeformat von Puls 4 ist weltweit einzigartig. Wir freuen uns, dass die Google Suche im Konzept eine wichtige Rolle spielt. Die Google-Nutzer haben damit mittelbar sogar die Möglichkeit, das Nachrichtenprogramm mitzugestalten.“

„Die Google Trends auf Puls 4 können so nicht stimmen. Rein statistisch gesehen ist das einfach nicht möglich.“